# Cantó de Dinha Est
El cantó de Dinha Est és un cantó francès del departament dels Alps de l'Alta Provença, situat al districte de Dinha. Té 3 municipis i part del de Dinha.

## Municipis
- Dinha
- Entratges
- La Robina
- Marcòs

## Història
| Data d'elecció                           | Identitat      | Partit           | Qualitat |
| ---------------------------------------- | -------------- | ---------------- | -------- |
| 1973-1998                                | Pierre Rinaldi | UDR, després RPR |          |
| 1998-                                    | René Massette  | PS               |          |
| les dades anteriors no són pas conegudes |                |                  |          |
|                                          |                |                  |          |

| 1962 | 1968 | 1975 | 1982 | 1990  | 1999  | 2006   |
| ---- | ---- | ---- | ---- | ----- | ----- | ------ |
| -    | -    | -    | -    | 9.953 | 9.587 | 11.232 |